# Rajiv van La Parra
Rajiv van La Parra (Rotterdam, 4 juni 1991) is een Nederlands voetballer die doorgaans uitkomt als vleugelspeler.

## Clubcarrière

### Feyenoord
Van La Parra, vernoemd naar Rajiv Gandhi, maakte vanaf 1999 deel uit van de jeugdopleiding van Feyenoord. In maart 2008 raakte SM Caen geïnteresseerd in de diensten van de jeugdspeler uit de B1. Ook Chelsea, Manchester City en RC Lens zouden geïnteresseerd zijn geweest in de jeugdinternational, maar Van La Parra koos de weg van de geleidelijkheid. De rechtsbuiten tekende bij de Franse club een contract voor vier seizoenen. "Ik vond dat ik meer kans heb om snel aan spelen toe te komen op het hoogste niveau in Frankrijk. Ik had direct veel vertrouwen in de mensen van Caen", aldus Van La Parra. Voor de overgang hoefde de Franse club alleen de opleidingskosten te betalen.

### SM Caen
Op 19 juni 2008 werd de Rotterdammer officieel gepresenteerd aan de pers als nieuwe aankoop. Op 8 november 2008 maakte Van La Parra tegen Le Havre AC zijn debuut in de Ligue 1. Een succes werd zijn Franse avontuur echter niet. Na drie jaar stond de teller op zestien wedstrijden en één doelpunt. Hiernaast kwam hij ook uit voor het tweede team in het Championnat de France amateur.

### sc Heerenveen
In zijn zoektocht naar een nieuwe club kwam Van La Parra weer uit in Nederland. Hij trainde eerst een aantal weken mee met AZ, maar deze club besloot hem geen contract aan te bieden. De Alkmaarders haalden later Roy Beerens op bij sc Heerenveen. In de zomer van 2011 werd in overleg met de club zijn contract ontbonden. Hierdoor kon hij transfervrij op zoek naar een nieuwe club, waardoor de Friese club op zoek moest naar een nieuwe vleugelspeler. Heerenveen vond deze in Rajiv van La Parra. Bij Heerenveen tekende hij een contract voor een jaar met een optie van nog twee seizoenen.. Van La Parra debuteerde met sc Heerenveen in de Eredivisie op 11 september 2011 in de wedstrijd tegen FC Groningen. Zijn eerste doelpunt in de Eredivisie maakte hij op 4 december 2011 in de wedstrijd tegen AZ.
Op 27 maart 2012 werd bekend dat de optie van twee extra seizoenen is ingewilligd. Na 3 seizoenen Heerenveen, waar hij niet altijd even onomstreden was, vertrok hij transfervrij naar het Engelse Wolverhampton Wanderers.

### Wolverhampton Wanderers en Huddersfield Town
Op 10 juni 2014 tekende Van La Parra een driejarig contract bij Wolverhampton Wanderers, dat hem transfervrij overnam van sc Heerenveen. In het seizoen 2015/16 werd hij verhuurd aan achtereenvolgens Brighton & Hove Albion en Huddersfield Town. Die club nam hem in 2016 over. In 2017 won hij met zijn team de finale van de play-offs voor promotie naar de Premier League.

### Rode Ster Belgrado en UD Logroñés
In augustus 2019 tekende Van La Parra een driejarig contract bij Rode Ster Belgrado. Op 6 april 2020 werd bekend dat de club zijn contract, samen met dat van de Braziliaanse verdediger Jander, ontbonden had. In november 2020 verbond hij zich tot het einde van het seizoen aan het Spaanse UD Logroñés dat uitkomt in de Segunda División. Per 1 februari 2021 ging hij naar het Duitse Würzburger Kickers dat uitkomt in de 2. Bundesliga. Na de degradatie medio 2021 verliet hij de club.

### Apollon Smyrnis en Almere City FC
In september 2021 tekende Van La Parra een contract bij Apollon Smyrnis, een club die zijn wedstrijden speelt in de Griekse Super League, de hoogste competitie van dat land. Hij speelde iets minder dan twintig wedstrijden en verliet de club begin 2022. Na een jaar zonder club te hebben gezeten, werd op 8 maart 2023 bekend gemaakt dat Van La Parra het seizoen 2022/2023 zou afmaken bij Almere City FC. Na een belangrijke rol gespeeld te hebben in de promotie van Almere City FC naar de Eredivisie, speelde Van La Parra ook voor de club in diens eerste jaar in de Eredivisie. Hij kwam in dat seizoen tot 32 Eredivisiewedstrijden en scoorde daarin tweemaal. 
In februari 2025 tekende hij een contract tot medio 2026 bij Beerschot VA.

## Clubstatistieken
| Seizoen         | Club                     | Competitie         | Competitie | Competitie | Beker | Beker | Internationaal | Internationaal | Play-offs | Play-offs | Totaal | Totaal |
| Seizoen         | Club                     | Competitie         | Wed.       | Dlp.       | Wed.  | Dlp.  | Wed.           | Dlp.           | Wed.      | Dlp.      | Wed.   | Dlp.   |
| --------------- | ------------------------ | ------------------ | ---------- | ---------- | ----- | ----- | -------------- | -------------- | --------- | --------- | ------ | ------ |
| 2008/09         | SM Caen                  | Ligue 1            | 2          | 0          | -     | -     | -              | -              | -         | -         | 2      | 0      |
| 2008/09         | SM Caen                  | CFA                | 20         | 1          | -     | -     | -              | -              | -         | -         | 20     | 1      |
| 2009/10         | SM Caen                  | Ligue 2            | 8          | 1          | 1     | 0     | -              | -              | -         | -         | 9      | 1      |
| 2009/10         | SM Caen                  | CFA                | 18         | 2          | -     | -     | -              | -              | -         | -         | 18     | 2      |
| 2010/11         | SM Caen                  | Ligue 1            | 6          | 0          | -     | -     | -              | -              | -         | -         | 6      | 0      |
| 2010/11         | SM Caen                  | CFA                | 12         | 2          | -     | -     | -              | -              | -         | -         | 12     | 2      |
| 2011/12         | SM Caen                  | CFA                | 1          | 0          | -     | -     | -              | -              | -         | -         | 1      | 0      |
| Club totaal     | Club totaal              | Club totaal        | 67         | 6          | 1     | 0     | -              | -              | -         | -         | 68     | 6      |
| 2011/12         | sc Heerenveen            | Eredivisie         | 23         | 4          | 3     | 2     | -              | -              | -         | -         | 26     | 6      |
| 2012/13         | sc Heerenveen            | Eredivisie         | 31         | 5          | 1     | 0     | 4              | 0              | 2         | 0         | 38     | 5      |
| 2013/14         | sc Heerenveen            | Eredivisie         | 32         | 5          | 3     | 0     | -              | -              | -         | -         | 35     | 5      |
| Club totaal     | Club totaal              | Club totaal        | 86         | 14         | 7     | 2     | 4              | 0              | 2         | 0         | 101    | 16     |
| 2014/15         | Wolverhampton Wanderers  | Championship       | 40         | 1          | 1     | 1     | -              | -              | -         | -         | 41     | 2      |
| 2015/16         | Wolverhampton Wanderers  | Championship       | 13         | 0          | 2     | 0     | 1              | 0              | -         | -         | 16     | 0      |
| Club totaal     | Club totaal              | Club totaal        | 53         | 1          | 3     | 1     | 1              | 0              | -         | -         | 57     | 2      |
| 2015/16         | → Brighton & Hove Albion | Championship       | 6          | 2          | -     | -     | -              | -              | -         | -         | 6      | 2      |
| Club totaal     | Club totaal              | Club totaal        | 6          | 2          | -     | -     | -              | -              | -         | -         | 6      | 2      |
| 2015/16         | Huddersfield Town        | Championship       | 8          | 0          | -     | -     | -              | -              | -         | -         | 8      | 0      |
| 2016/17         | Huddersfield Town        | Championship       | 40         | 2          | 2     | 0     | 1              | 0              | -         | -         | 43     | 2      |
| 2017/18         | Huddersfield Town        | Premier League     | 33         | 3          | 4     | 2     | 1              | 0              | -         | -         | 38     | 5      |
| 2018/19         | Huddersfield Town        | Premier League     | 5          | 0          | -     | -     | -              | -              | -         | -         | 5      | 0      |
| 2019/20         | Huddersfield Town        | Championship       | 4          | 0          | 1     | 0     | -              | -              | -         | -         | 5      | 0      |
| Club totaal     | Club totaal              | Club totaal        | 90         | 5          | 7     | 2     | 2              | 0              | -         | -         | 99     | 7      |
| 2018/19         | → Middlesbrough FC       | Championship       | 3          | 0          | 2     | 0     | -              | -              | -         | -         | 5      | 0      |
| Club totaal     | Club totaal              | Club totaal        | 3          | 0          | 2     | 0     | -              | -              | -         | -         | 5      | 0      |
| 2019/20         | Rode Ster Belgrado       | Superliga          | 4          | 0          | 2     | 1     | 5              | 0              | -         | -         | 11     | 1      |
| Club totaal     | Club totaal              | Club totaal        | 4          | 0          | 2     | 1     | 5              | 0              | -         | -         | 11     | 1      |
| 2020/21         | UD Logroñés              | Segunda División A | 3          | 0          | 1     | 0     | -              | -              | -         | -         | 4      | 0      |
| Club totaal     | Club totaal              | Club totaal        | 3          | 0          | 1     | 0     | -              | -              | -         | -         | 4      | 0      |
| 2020/21         | FC Würzburger Kickers    | 2. Bundesliga      | 10         | 1          | -     | -     | -              | -              | -         | -         | 10     | 1      |
| Club totaal     | Club totaal              | Club totaal        | 10         | 1          | -     | -     | -              | -              | -         | -         | 10     | 1      |
| 2021/22         | Apollon Smyrnis          | Super League       | 18         | 0          | 1     | 0     | -              | -              | -         | -         | 19     | 0      |
| Club totaal     | Club totaal              | Club totaal        | 18         | 0          | 1     | 0     | -              | -              | -         | -         | 19     | 0      |
| 2022/23         | Almere City FC           | Eerste divisie     | 8          | 1          | 0     | 0     | -              | -              | 6         | 2         | 14     | 3      |
| 2023/24         | Almere City FC           | Eredivisie         | 32         | 2          | 2     | 0     | -              | -              | -         | -         | 34     | 2      |
| Club totaal     | Club totaal              | Club totaal        | 40         | 3          | 2     | 0     | -              | -              | 6         | 2         | 48     | 5      |
| Carrière totaal | Carrière totaal          | Carrière totaal    | 380        | 32         | 27    | 6     | 12             | 0              | 8         | 2         | 427    | 40     |

Bijgewerkt op 16 september 2024.

## Interlandcarrière
De aanvaller speelde regelmatig voor het Nederlands elftal –17 en –19. Zo maakte hij in 2008 deel uit van de selectie die deelnam aan het EK voetbal onder 17 in Turkije. Op dit toernooi speelde hij bijna alle wedstrijden. Nederland verloor in de halve finale met 2-1 van de latere kampioen Spanje. Ook nam hij deel aan het Europees kampioenschap voetbal onder 19 - 2010.
Op 22 mei 2012 maakte Van La Parra zijn debuut voor Jong Oranje, in een verloren wedstrijd tegen Macedonië –21.

## Erelijst
SM Caen
- Ligue 2: 2009/10

## Privé
- Rajiv is een halfbroer van Georginio en Giliano Wijnaldum. Hij is christen. In een interview op sportwebsite The Goal, vertelt hij over zijn geloof en de rol die dit speelt in zijn leven en carrière.